# Llac Martiánez
El llac Martiánez és un complex d'uns 100.000 metres quadrats, format per un llac central artificial amb un conjunt de piscines, jardins, terrasses, restaurants, etc. amb el protagonisme de la pedra volcànica. Va ser dissenyat per l'arquitecte de Lanzarote, César Manrique. En el seu disseny barreja elements propis de la seva particular visió amb elements locals com les garites, les estacades i la mirada al mar. A part de l'obra arquitectònica, acull una sèrie d'escultures de l'artista de Lanzarote.
El llac, com és conegut localment, es va assentar sobre una superfície de platja i tolls -com el de La Coronela o el de la Soga- en els anomenats Plans de Martiánez, lloc de bany dels primers turistes a la fi del segle xix i principis del segle xx.

## L'etapa inicial de Els Alisis

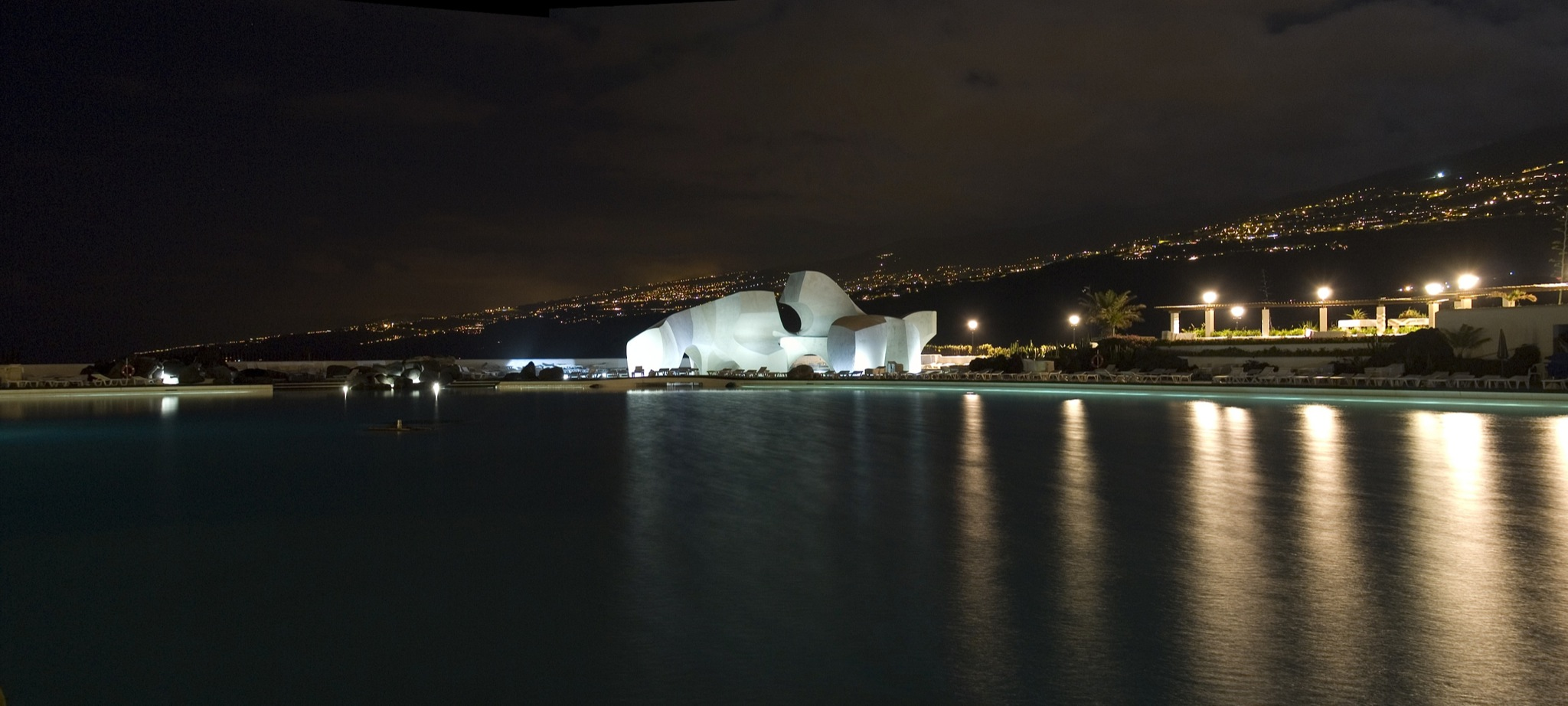
Monument a les onades, Llac Martiánez, (vista nocturna).

La primera etapa del projecte es realitza a la zona de les piscines municipals posteriorment conegudes com Els Alisis. Els enginyers Juan Alfredo l'apartat tècnic mentre que la projecció creativa i artística la materialitza César Manrique que buscarà adaptar l'obra a l'esperit de l'arquitectura tradicional canària, incorporant elements vegetals de la flora autòctona al costat d'originals i innovadores escultures. Un exemple d'això últim és el mòbil conegut per “Els Alisis” i “La Sípia” -calamar- que al marge del seu valor artístic suposa un element d'especial atractiu en el joc dels nens a la zona de la piscina infantil.
Les piscines s'inauguren en 1971 ocupant 8000 metres quadrats i integrant dues piscines per a adults i una per a nens, els bars “Els Alisis” i “L'Illa”, al costat d'altres dependències i instal·lacions tècnic-mecàniques per a l'ompliment de les piscines amb aigua del mar, que es troben perfectament dissimulades amb el caràcter artístic de l'obra.

## El llac Martiánez
Després de l'èxit de la primera fase l'ajuntament de Puerto de la Cruz decideix abordar una altra etapa fins i tot més ambiciosa mantenint al mateix equip tècnic i artístic, iniciant-se les obres en 1975 i inaugurant-se el 30 d'abril de 1977.
El projecte consisteix en la creació d'un llac artificial d'aigua de mar a manera d'una immensa maragda verda envoltat de solars, platges i jardins. El llac artificial amb les seves illes interiors ocupa una superfície de 33 000 m² -íntegrament guanyats al mar-, dels quals 15 000 corresponen a la superfície líquida.
Des de 2004 fins al 2006 va ser sotmès a una gran reforma i millora, amb la il·luminació de les piscines i passejos encarregades a la casa Philips, sent tot supervisat per la Fundació César Manrique, que preserva els treballs de l'artista. En juliol de 2006 es reinaugura aquest complex en el qual s'inclou en el seu interior, a l'antiga Sala Andrómeda, el casino de Puerto de la Cruz, que es trobava fins a aquest moment en l'hotel Taoro d'aquesta mateixa ciutat.